# Mittergrabern (Herrschaft)

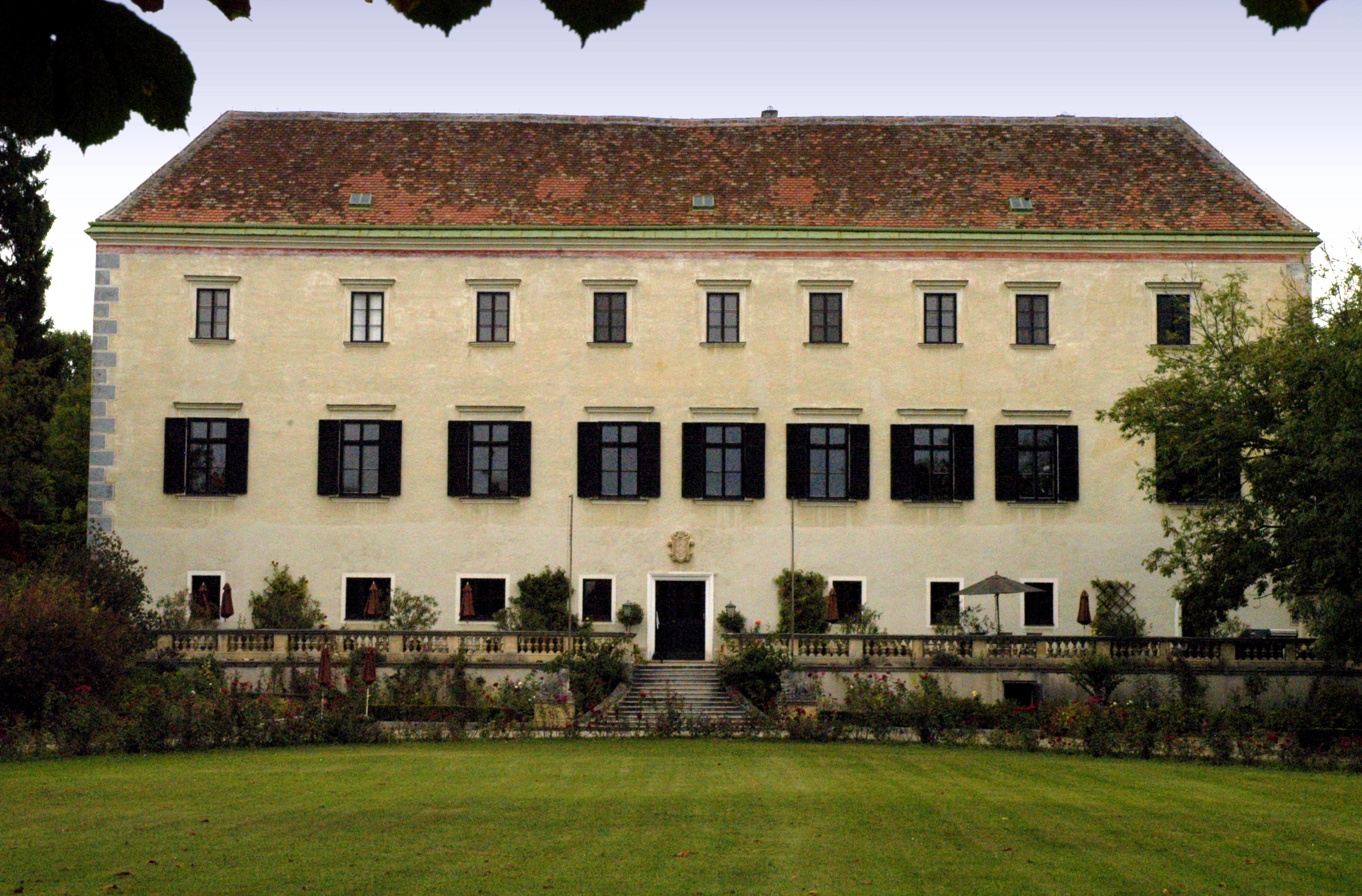
Schloss Mittergrabern, Sitz der Verwaltung (2011)

Die Herrschaft Mittergrabern war eine Grundherrschaft im Viertel ober dem Manhartsberg im Erzherzogtum Österreich unter der Enns, dem heutigen Niederösterreich.

## Ausdehnung
Die Herrschaft umfasste zuletzt die Ortsobrigkeit über Mittergrabern, Obergrabern, Windpassing, Sitzenhart und Unterthern. Der Sitz der Verwaltung befand sich im Schloss Mittergrabern.

## Geschichte
Letzter Inhaber der Allodialherrschaft war Eugen Freiherr von Wacken (1816–1863), der auch in Idolsberg begütert war. Nach den Reformen 1848/1849 wurde die Herrschaft aufgelöst.